# 區域性人工語言
區域性人工語言（英語：Zonal constructed language），指的是為了特定的族群或有關連的數個語言而創造的人工語言。他們形成了國際輔助語下的一個子族群，但不像世界語或沃拉普克語嘗試著不為全世界某些特定的語言設計，區域性人工語言僅用於有限的語言或地理區域。
這個詞彙與"Euroclone"有些概念上的重合（clone一詞在生物學上指把生物複製與原件完全一樣的副本的過程），但Euroclone的目的通常是希望被全世界使用，卻（幾乎）以歐洲語言為基礎來設計。
另一個相關的概念被稱作自然共通語，這指的是在多個方言之間自然而然形成的、以和其他方言使用者交流為目的的自然語言。
大多數區域構造的語言於19世紀末的國家復興時期創建，有些則是後來創建的。現代區域性人工語言的例子有斯拉夫共通語（Medžuslovjanski或Меджусловјански）和日耳曼共通語（Folkspraak）等等。

## 泛斯拉夫語言
迄今為止，這一類別中最多的是泛斯拉夫語言。已知最早的例子是克羅埃西亞牧師於1655創造的Ruski jezik，同時Križanić也被認為是泛斯拉夫主義的先驅。其他值得注意的早期泛斯拉夫語言計畫還有斯洛伐克律師和作家Ján Herkeľ 於1826年創立的Universalis Lingua Slavica、斯洛維尼亞的羅馬教會牧師於1865年創造的Uzajemni Pravopis Slavjanski、捷克人 於1907年的Neuslawisch，捷克人 於1912年的Slavina（也被翻譯為Slavic Esperanto)。在20世紀初期以前的泛斯拉夫語言計畫中，他們有數個共通特色：都有著相當自然的語法，並直接或間接地以古教會斯拉夫語作為基礎語言。這些語言的作者也都認為所有斯拉夫語言都是單一斯拉夫語言的方言，而不是單獨的語言；但這些方言的逐漸分歧讓不同方言的使用者已經無法互相理解，而他們設想的語言是為了扭轉這個過程，而其長期目標是取代斯拉夫語言。
自然主義的計畫在稍後也出現了。顯著的例子有Mežduslavjanski jezik（國際斯拉夫語，一個由捷克語言間的團隊在1954-1958年間的未發表的項目）、Slovianski（一個於2006的合作項目），和Npvosloviensky（由捷克人Vojtěch Merunka以古教會斯拉夫語為基礎設計的語言，並於2010年發表）。在2011年時，Slovianski和Novosloviensky合併成一個共同的項目，名稱為斯拉夫共通語（Medžuslovjanski），也包括了舊的自然主義項目的材料。
上述的幾數個語言專案，在本質上都十分像似，甚至可以將其視為是同一個語言的不同版本。然而在20世紀，一些概要性的語言專案也出現了。例如Slovanština（Edmund Kolkop, 1912）、 Neposlava（Vsevolod Cheshikhin, 1915）、Slavski jezik（Bohumil Holý, 1920）和 斯諾維歐語（Slovio）（Mark Hučko, 1999). 這些專案旨在徹底簡化語法，通常也將斯拉夫詞彙與世界語語法相結合。

## 泛日耳曼語言
目前已經有一些泛日耳曼人工語言，著名的如Tutonish，由Elias Molee在1902年創建，其目的是作為日耳曼語族的語言，並最終取代所有的日耳曼語言。Euronord是A.J. Pilgrim（1965）為北歐地區設計的語言。Folkspraak則是一個由各種方言組成的混合語言專案，始於1995年。

## 泛羅曼語言
許多全球使用的國際輔助語言，都完全或主要由拉丁語和/或羅曼語組成，如無屈折拉丁語（Latino sine flexione）、國際語（Interlingua）、新共同語言（Lingua Franca Nova）等，這也讓這些國際輔助語言難以和為泛羅曼語言區別開來。然而，也有一些人工語言已經被明確地呈現為羅曼語使用者設計的，例如Interlatino、Latino Modern、Romanid和Romanova。

## 其他地區的區域性人工語
除了上述的歐洲語言，也有一些為了其他大陸的語言做的嘗試：
- Afrihili（英语：Afrihili）(1973)，由K. A. Kumi Attobrah提出，目的是為了成為非洲的通用語所設計。
- Guosa (1965)，由 Alexander Ekhoguosa Igbinéwéká提出，以查德語族的豪薩語作為基礎，並希望能成為奈及利亞的共同語言。Efatese
- 埃法特語（英语：Efatese），由萬那杜埃法特島上的數種語言構成的人為混合語言，使用於19世紀。

## 外部連結
- 人工斯拉夫語言列表（页面存档备份，存于）